# Zbiór wyszukiwawczy
Zbiór wyszukiwawczy – zbiór dokumentów, na którym dokonuje się wyszukiwanie informacji. Zbiorem wyszukiwawczym może być zarówno zbiór dokumentów pochodnych, zawierających metadane na temat dokumentów, jak również zbiór dokumentów pierwotnych. Zbiór wyszukiwawczy stawia się w opozycji do zbioru informacyjnego.